# Zapadna visoravan
Zapadna visoravan Australije (engleski: The Western Plateau) regija je koja obuhvaća veći dio zapada kontinenta, a nalazi se na Zapadnoaustralskom štitu. Ovo područje karakteriziraju krajolici poput planinskog lanca Stirling i Velike Viktorijine pustinje. Regija je nešto viša od Središnje zavale, ali je većinom zapravo ravnica. Središnji dio Zapadne visoravni je polupustinja i pustinja. Prema jugu i sjeveroistoku pustinje postupno prelaze u prostor s travom i grmljem. Većina takve zemlje koristi se za ispašu stoke. Niže planine također su pašnjačko područje. Najviše kiše pada na krajnjem sjeveru i jugozapadu, što omogućava razvoj poljoprivrede.

## Vanjske poveznice
- The Western Plateau | Encyclopaedia Britannica